# Maja-Maria Henriksson
Maja-Maria Henriksson, född 1974, är en svensk författare av barn- och ungdomslitteratur. Hon debuterade 2010 med Jag finns och i augusti 2011 utkom hennes andra bok Inte på riktigt, inte på låtsas. 2010 tilldelades hon Hans Petersonstipendiet för Jag finns.

## Priser och utmärkelser
- 2010 - Hans Petersonstipendiet